# We Rule the Night
We Rule the Night è il quarto album in studio della band svedese Sonic Syndicate, pubblicato il 27 agosto del 2010 dalla Nuclear Blast. È il primo album del gruppo registrato con il cantante Nathan J. Biggs, subentrato nel 2009 dopo l'uscita dell'ex frontman Roland Johansson.
Dopo l'uscita dell'album, Richard Sjunnesson lo ha criticato per la piega "pop" che il gruppo ha assunto.

## Tracce
1. Beauty And The Freak – 3:32
2. Revolution, Baby – 3:24
3. Turn It Up – 3:38
4. My Own Life – 3:46
5. Burn This City – 3:29
6. Black And Blue – 3:29
7. Miles Apart – 3:39
8. Plans Are For People – 4:11
9. Leave Me Alone – 3:56
10. Break Of Day – 3:20
11. We Rule The Night – 4:00

### Edizione Limitata
1. Dead and Gone - 3:36

### Edizione Giapponese
1. Dead and Gone - 4:46
2. Perfect Alibi - 4:41

## Formazione
- Nathan J. Biggs - voce
- Roger Sjunnesson – chitarra
- Robin Sjunnesson – chitarra
- Karin Axelsson - basso
- John Bengtsson - batteria